# Gigablast
Gigablast est un logiciel libre (sous licence Apache depuis 2013) et un site de moteur de recherche sur Internet, fondé en 2000 par Matt Wells.
Celui-ci, après un passage de trois ans à Infoseek, fonde Gigablast avec pour but d'indexer un maximum de pages avec un minimum de matériel. En janvier 2005, son moteur indexe ainsi près d'un milliard de pages web, avec seulement 8 000 $ de matériel (contre 8 milliards de pages et plusieurs dizaines de millions de $ de matériel pour Google).
Le moteur est assez gourmand en mémoire, il requiert 4 Gio par processus.
En mai 2023 ce moteur ne fonctionne plus.